# Anii 1690
Anii 1690 au fost un deceniu care a început la 1 ianuarie 1690 și s-a încheiat la 31 decembrie 1699.